# Eclipse solar del 21 de junio de 2020

Animación del eclipse del 21 de junio de 2020

El 21 de junio de 2020 se produjo un eclipse solar anular solo visible en Asia, África y el sureste de Europa.
Un eclipse solar ocurre cuando la Luna pasa entre la Tierra y el Sol, oscureciendo así total o parcialmente la imagen del Sol para un espectador en la Tierra. Un eclipse solar anular ocurre cuándo el diámetro aparente de la Luna es más pequeño que el del Sol ocultando la mayor parte del Sol y causando que el Sol parezca un anillo.

## Recorrido
El camino central del eclipse solar anular del 21 de junio de 2020 pasó a través de partes del continente africano, incluyendo la República Centroafricana, Congo y Etiopía; luego por el continente asiático al sur de Pakistán y el norte de la India; y China. 
Un eclipse parcial fue visible en el norte y el oriente de África, en el sureste de Europa, la mayor parte de Asia (excepto la parte norte de Rusia) y en el norte de Australia justo antes de la puesta del sol.

## Galería

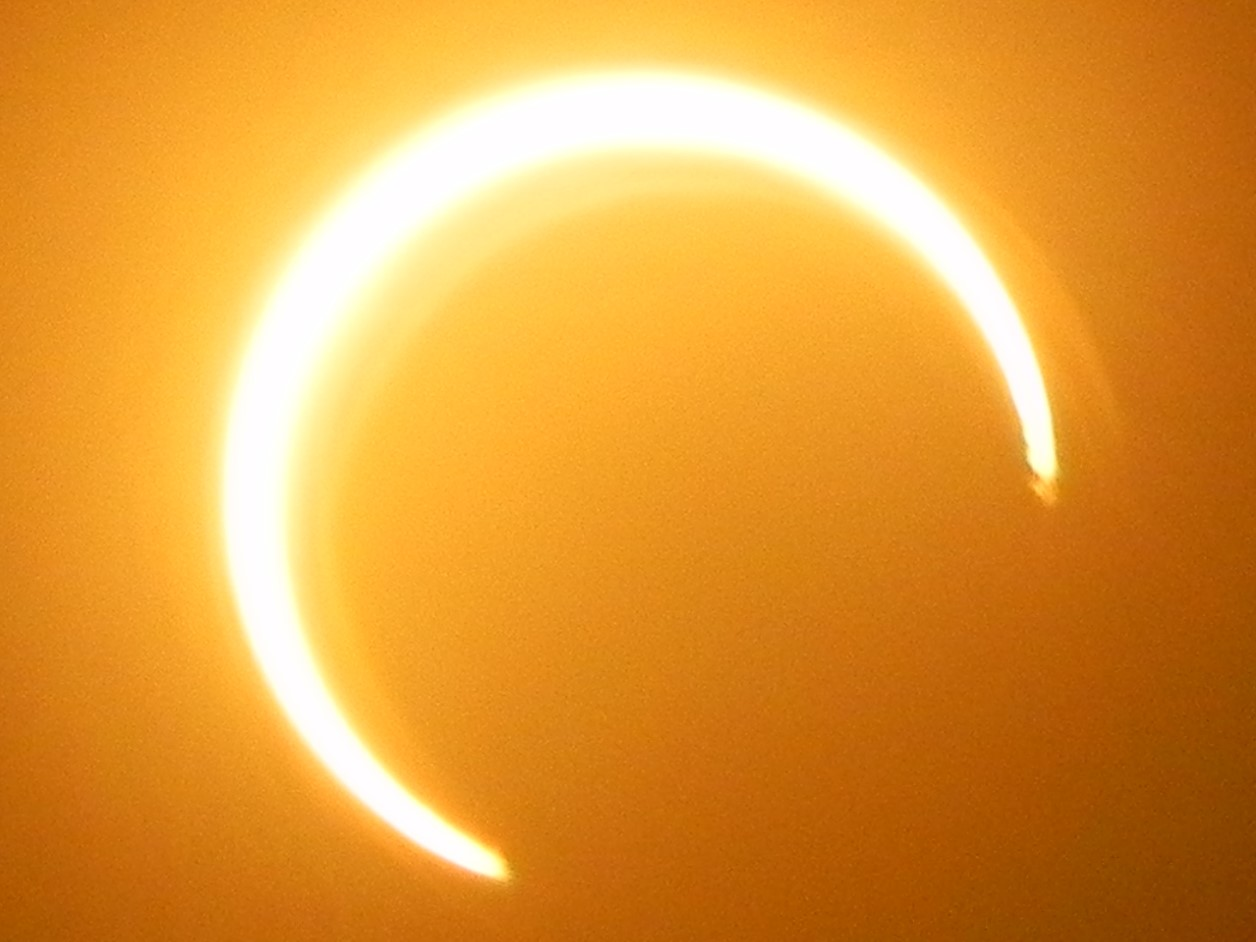
Sana'a, Yemen
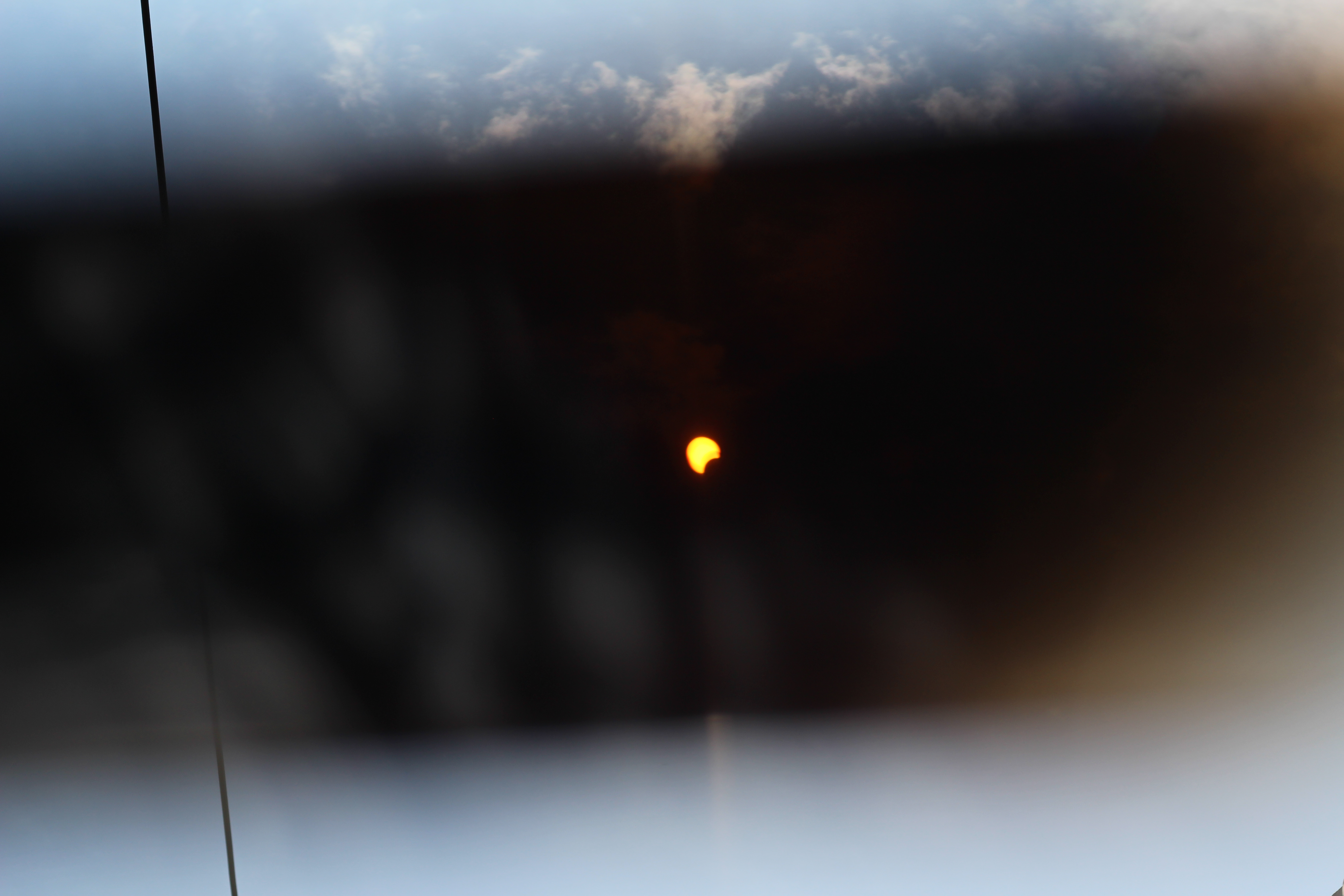
Guiumri, Armenia
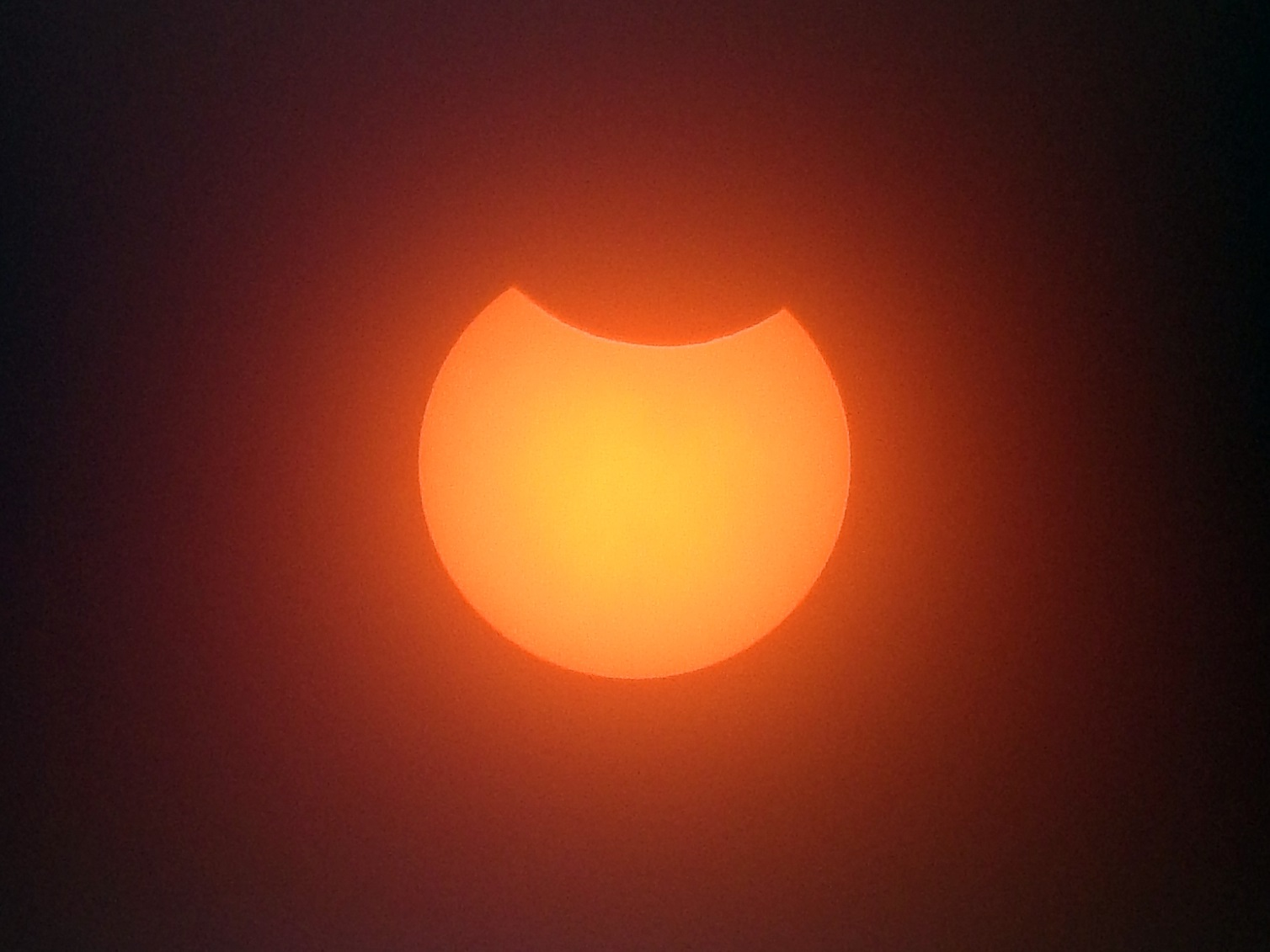
Colombo, Sri Lanka
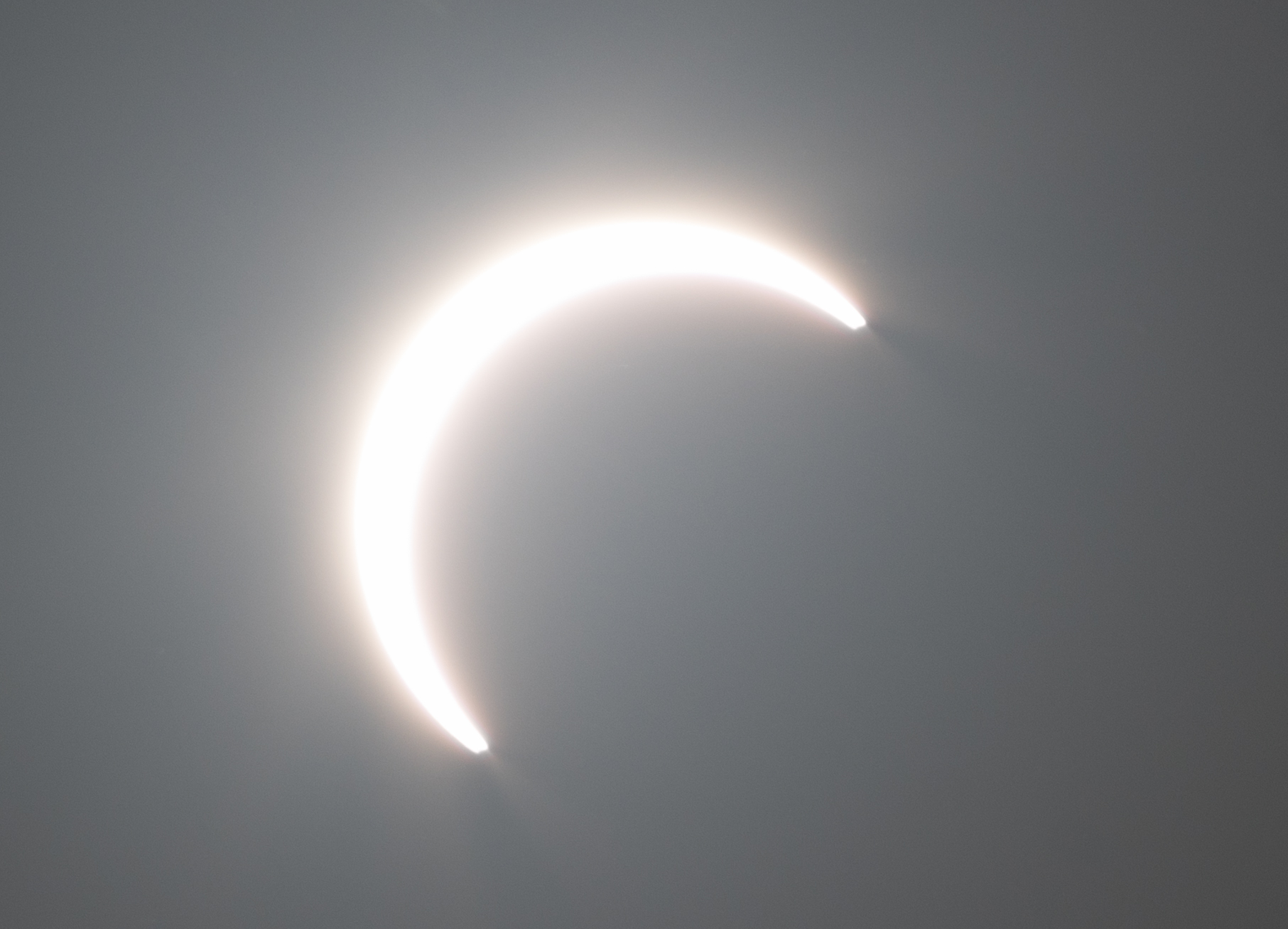
Lahore, Pakistán
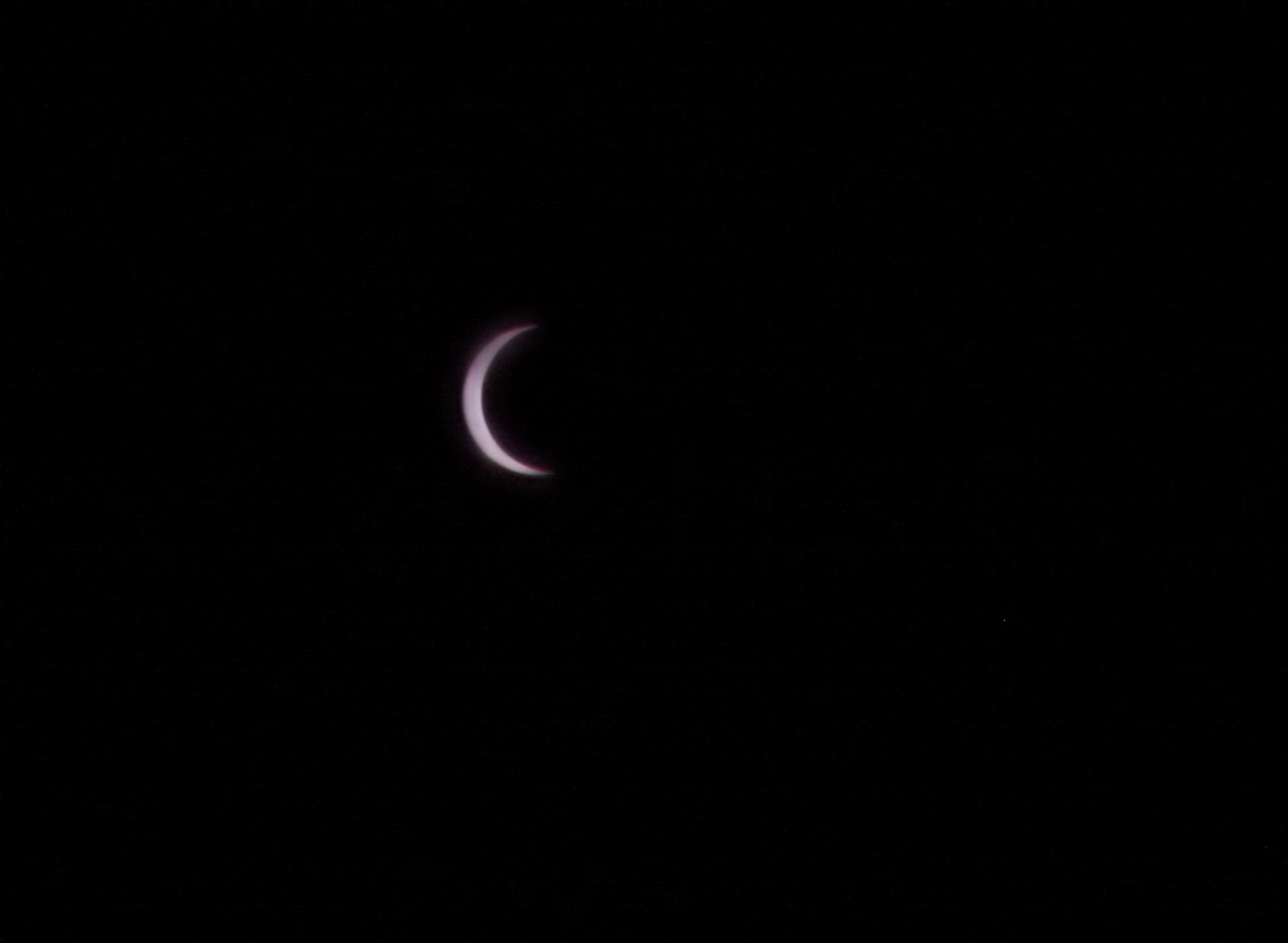
Katmandú, Nepal
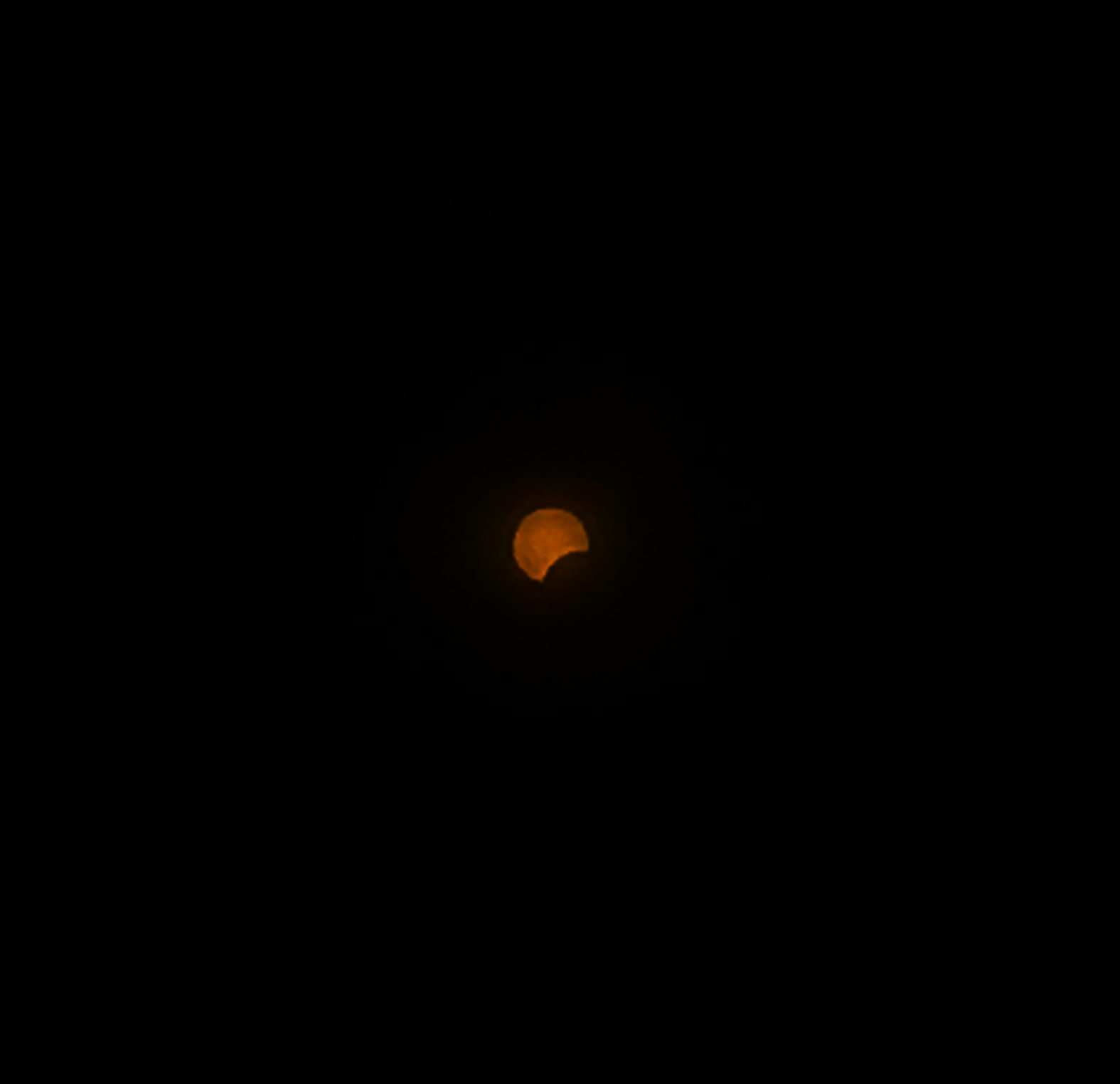
Bacoor, Filipinas
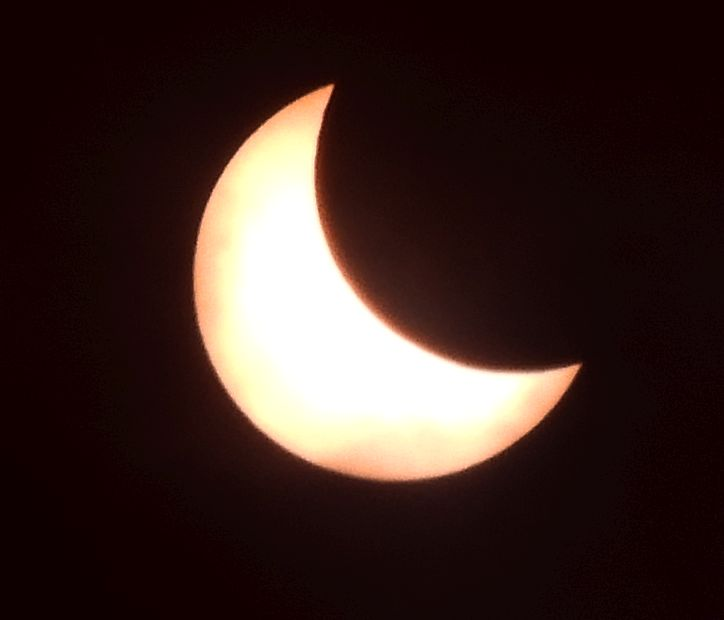
Calcuta, India
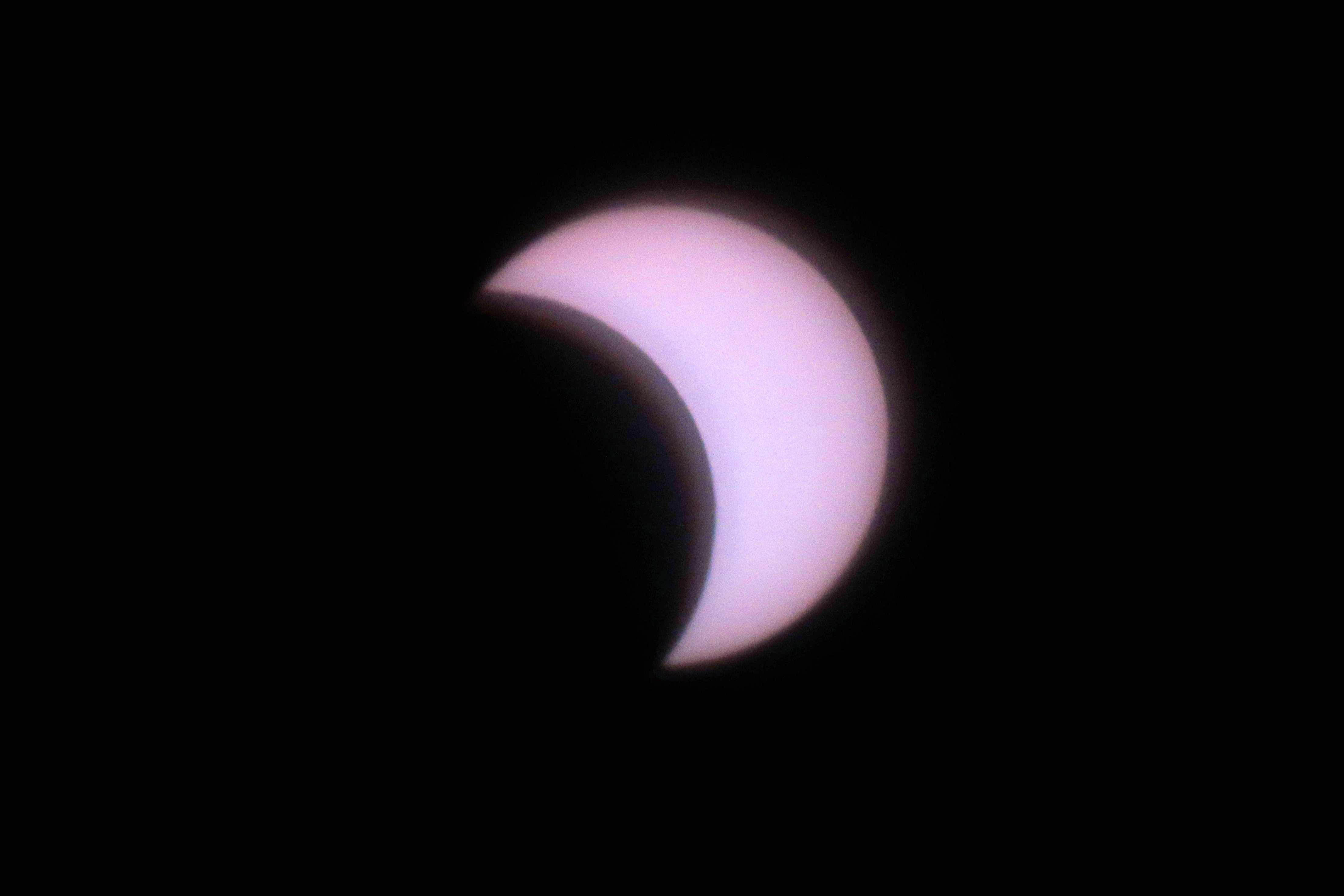
Pekín, China
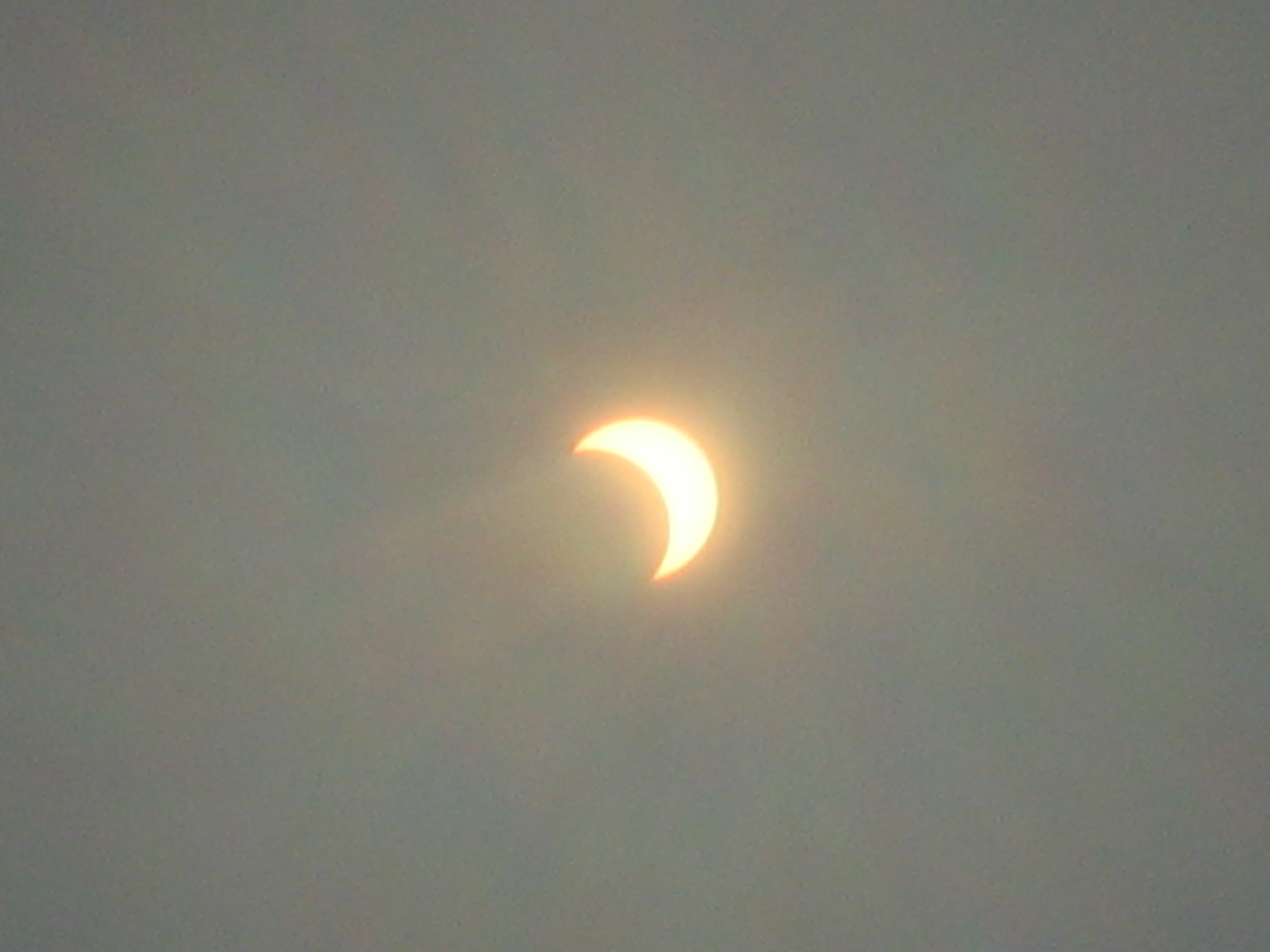
Jinan, China
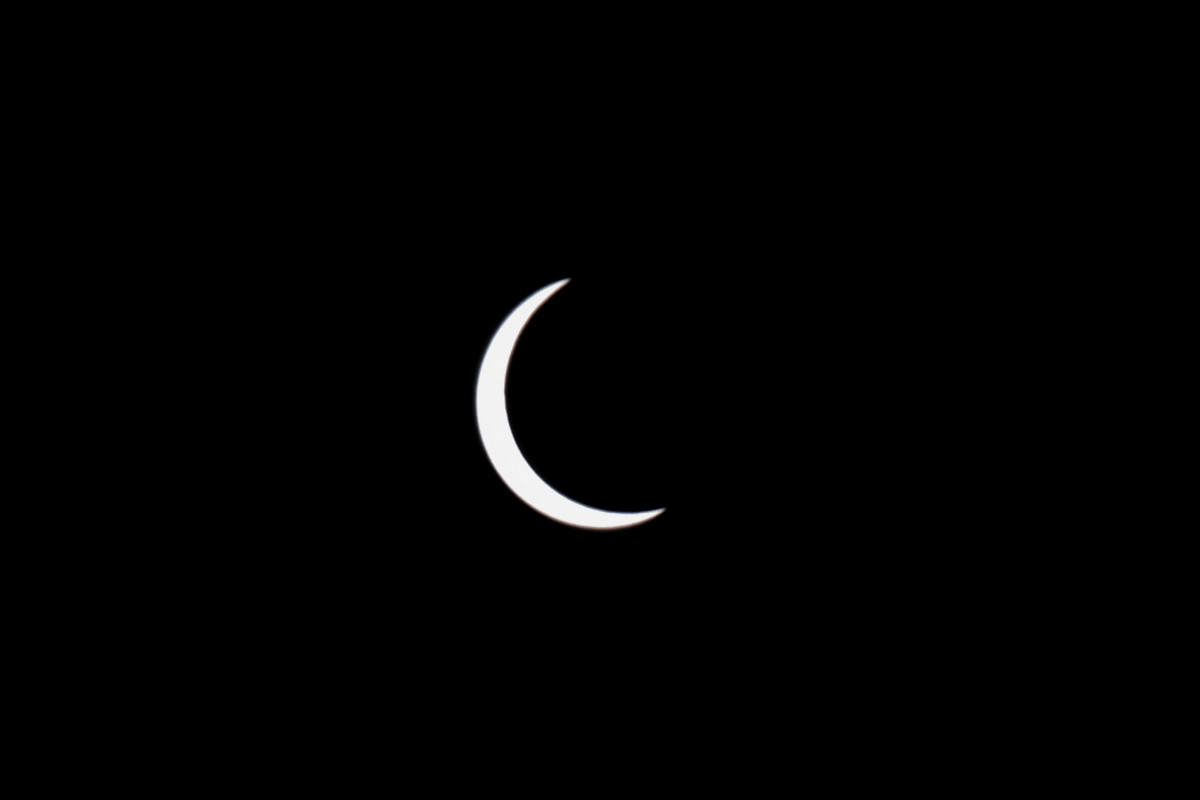
Eclipse solar parcial desde Hong Kong
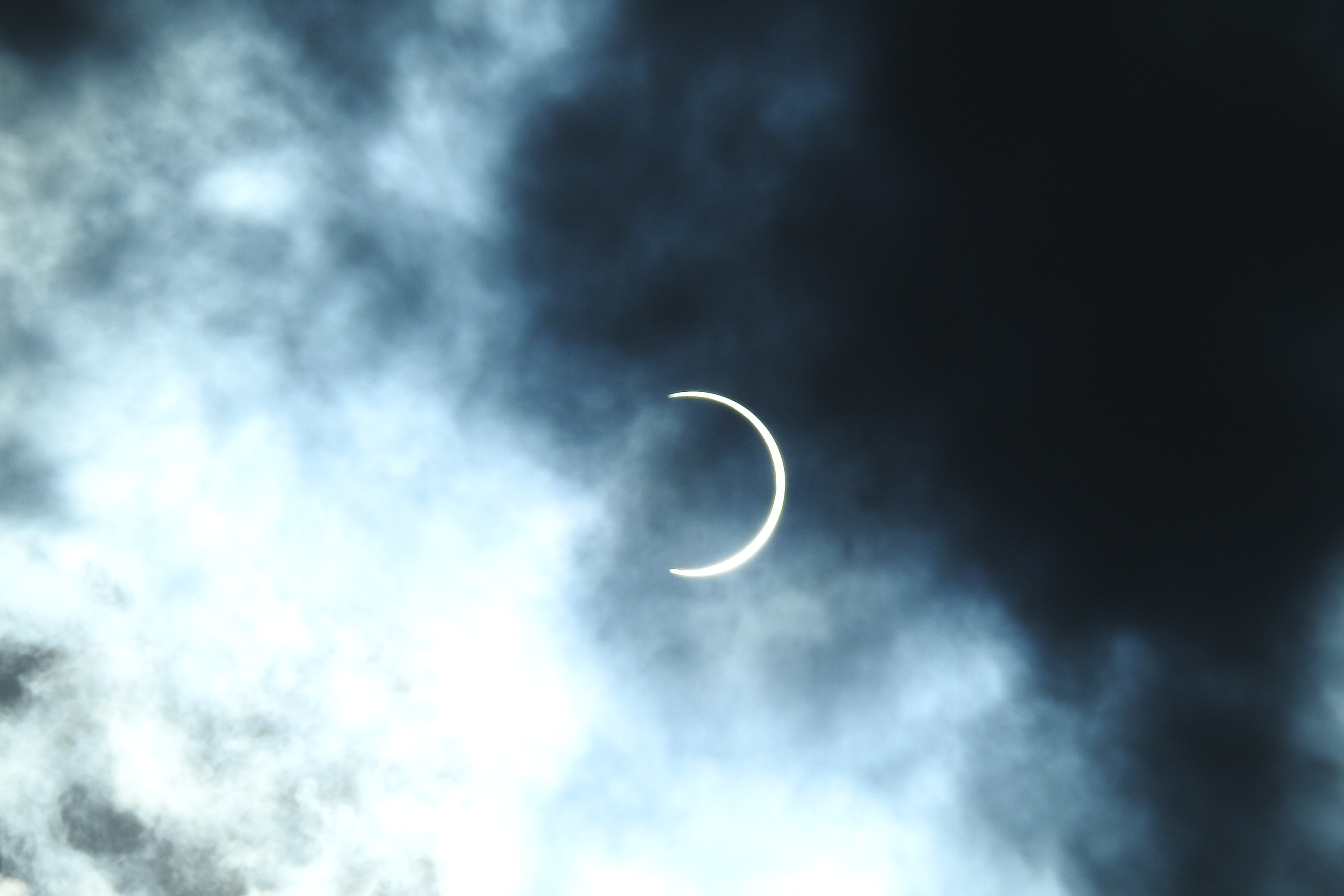
Taichung, Taiwan
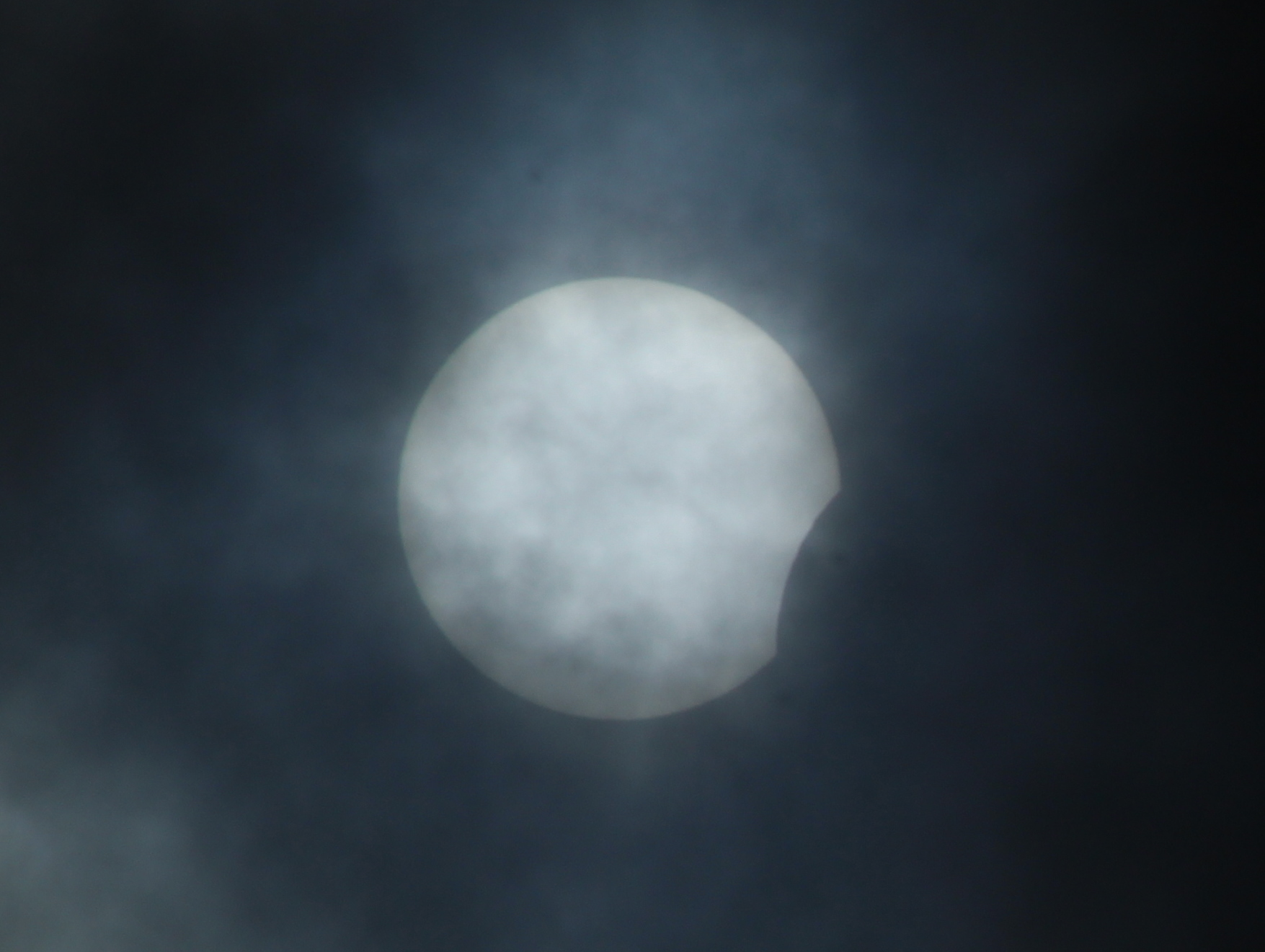
Pangkal Pinang, Indonesia
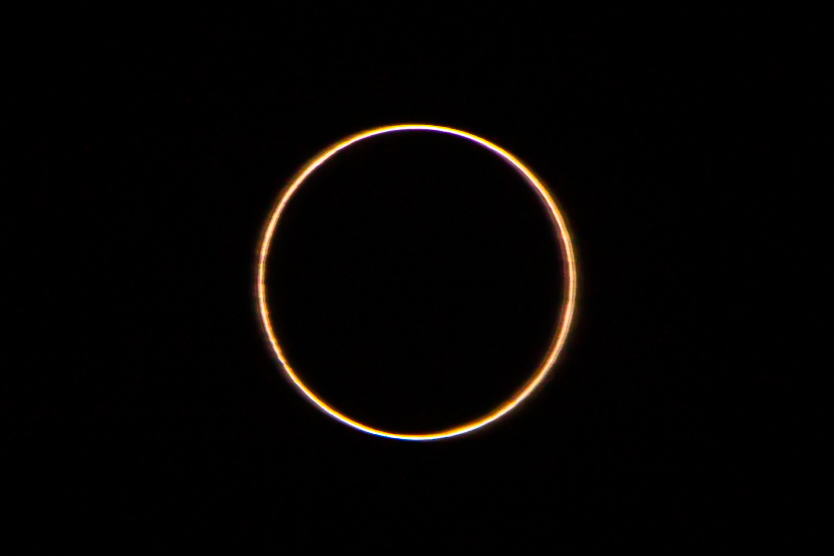
Xiamen, China
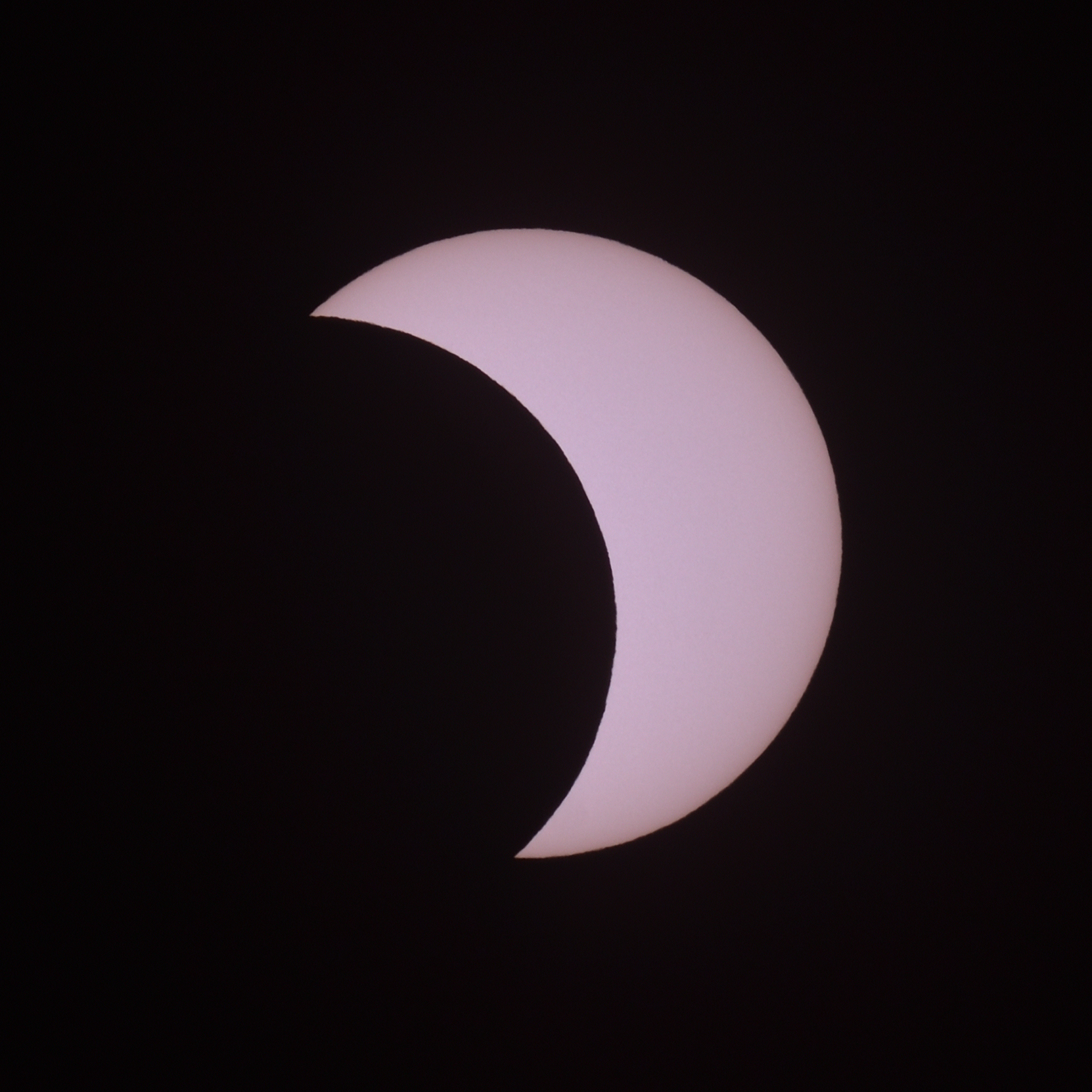
Fukuoka, Japón
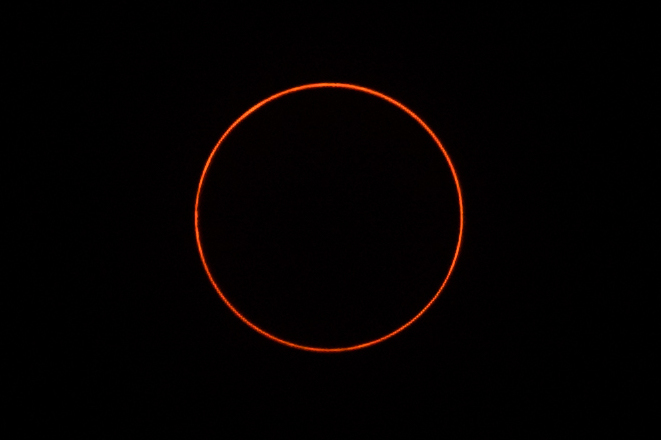
Chiayi, Taiwan
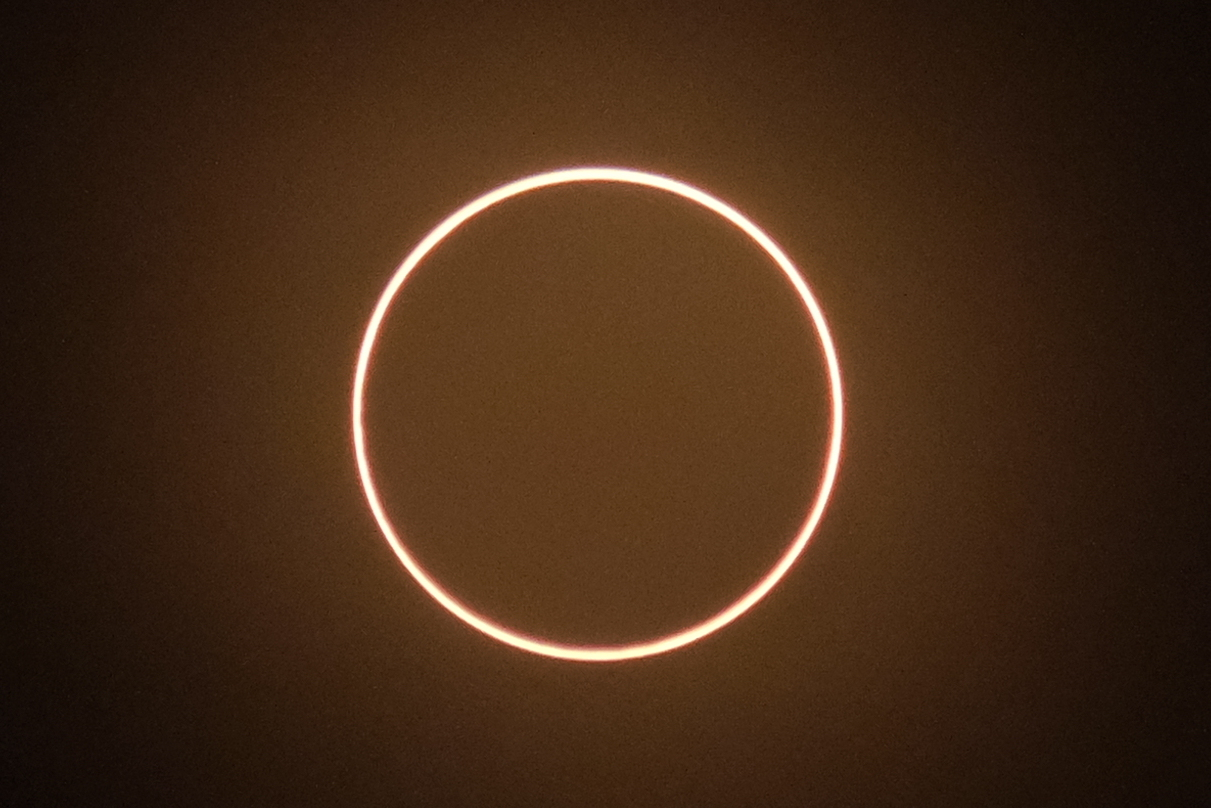
Condado de Yunlin, Taiwan
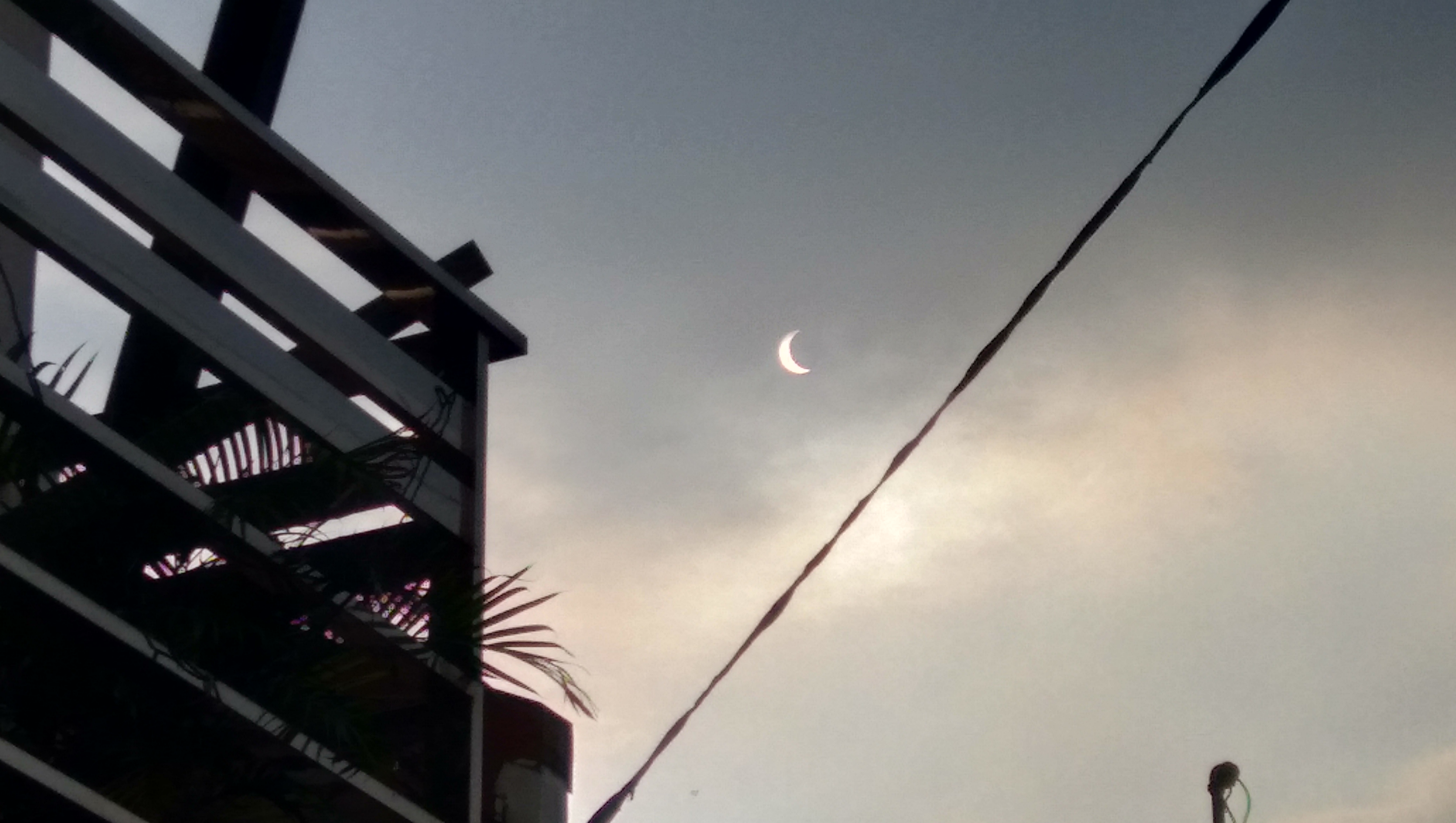
San José del Monte, Filipinas
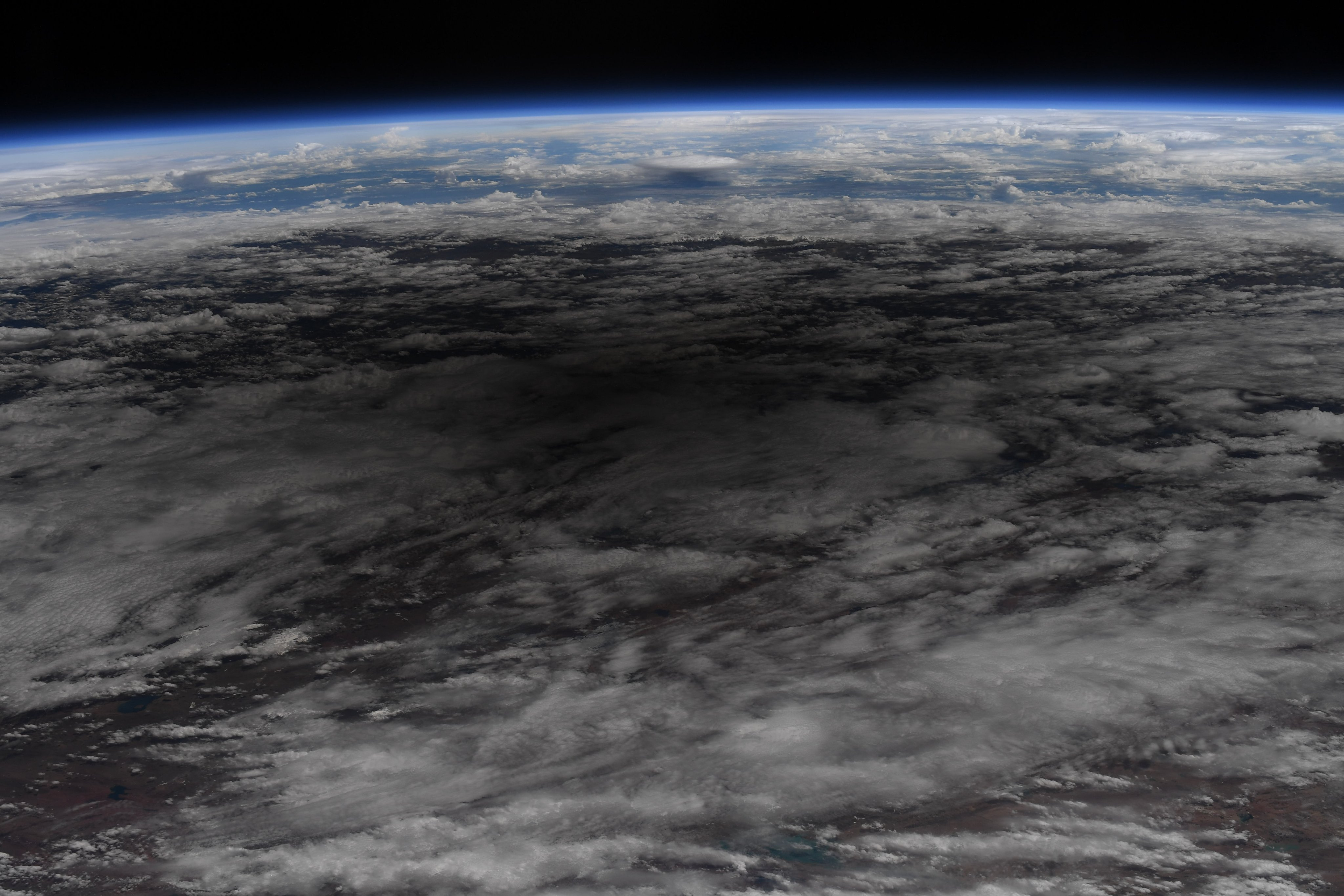
Eclipse solar visto desde la Estación Espacial Internacional